# Fairlea (Virginia Occidental)
Fairlea es un lugar designado por el censo ubicado en el condado de Greenbrier en el estado estadounidense de Virginia Occidental. En el Censo de 2010 tenía una población de 1747 habitantes y una densidad poblacional de 180,26 personas por km².

## Geografía
Fairlea se encuentra ubicado en las coordenadas 37°46′31″N 80°27′31″O / 37.77528, -80.45861. Según la Oficina del Censo de los Estados Unidos, Fairlea tiene una superficie total de 9.69 km², de la cual 9.68 km² corresponden a tierra firme y (0.08%) 0.01 km² es agua.

## Demografía
Según el censo de 2010, había 1747 personas residiendo en Fairlea. La densidad de población era de 180,26 hab./km². De los 1747 habitantes, Fairlea estaba compuesto por el 92.1% blancos, el 2.63% eran afroamericanos, el 1.26% eran amerindios, el 0.4% eran asiáticos, el 0% eran isleños del Pacífico, el 2.12% eran de otras razas y el 1.49% pertenecían a dos o más razas. Del total de la población el 4.12% eran hispanos o latinos de cualquier raza.